# Нектаролюб-крихітка
Нектаролюб-крихітка (Oedistoma pygmaeum) — вид горобцеподібних птахів родини фруктоїдових (Melanocharitidae).

## Поширення
Ендемік Нової Гвінеї. Заселяє весь острів (крім гірських районів), а також деякі сусідні острови.

## Опис
Дрібний птах завдовжки 7,3 см та вагою 5 г. Найменший представник родини та найменший птах Нової Гвінеї. Зовні схожий на нектарок. Це пухкі птахи з довгим, досить тонким і вигнутим вниз дзьобом, міцними ногами, загостреними крилами і коротким квадратним хвостом. Верхня частина тіла зеленкувато-коричневого кольору. Горло і груди сіро-білуваті. Черево білого кольору. Боки жовтого кольору.

## Спосіб життя
Мешкає у дощових та галерейних лісах. Трапляється парами або невеликими групами. Активний вдень. Живиться дрібними комахами та нектаром. Розмноження цих птахів, мабуть, відбудеться в посушливий сезон (жовтень), коли спостерігаються особини із розширеними статевими залозами. Однак, інших даних бракує.